# Língua ndut
Ndut (Ndoute) é uma língua Cangin do Senegal. Ethnologue informa que a língua apresenta  84% cognatos (sendo 55% inteligível) com a  língua palor, um dialeto divergente; e 68% de cognatos com outras línguas  Cangin.